# 清水忠男
清水 忠男（しみず ただお、1942年 - ）は、千葉県千葉市出身のデザイナー。アメリカの事務所や大学で勤務後、千葉大学工学部助教授に就任し、デザインスタジオTADを設立。2014年から金沢美術工芸大学の大学院専任教授を務める。千葉大学名誉教授。インテリアデザイン、環境デザインを専門にしている。

## 略歴
- 1942年 千葉市生まれ
- 1966年 多摩美術大学卒業
- 1966年 - 1976年 剣持デザイン研究所：デザイナー
- 1978年 Cranbrook Academy of Art (MI) 修士課程修了
- 1978年 - 1984年 The Burdick Group (CA) 主任デザイナー
- 1984年 - 1987年 University of Washington (Seattle, WA) 美術学部助教授
- 1987年 - 1991年 千葉大学工学部助教授
- 1991年 - 2008年 千葉大学工学部教授兼大学院自然科学研究科教授（現: 工学研究科）教授
- 1995年 - 1996年 東京大学工学部非常勤講師（工業意匠担当）
- 1997年 論文「平坐姿勢のとられ方に及ぼす社会的・文化的要因の影響に関する研究」により、東京大学より博士・工学（第13159号）を授与される（工学・東京大学）[1]。
- 2003年 - 2008年 文化女子大学非常勤講師
- 2006年 - 現在[いつ?] 愛知県立芸術大学大学院非常勤講師
- 2008年 千葉大学名誉教授 デザインスタジオTAD設立
- 2014年 金沢美術工芸大学 大学院専任教授

## 受賞歴
- 1981年 Designer's Choice 最高賞
- 1981年 Industrial Design Society of America 米国工業デザイナーズ協会年間最優秀賞
- 1987年 ID Annual Review'8米国ID誌部門最高賞
- 1987年 JFDCファニチャ-デザインコンペティション 準グランプリ
- 1989年 第2回日経ニューオフィス賞、通商産業大臣賞
- 1990年 旭川国際家具デザインコンペティション 銅賞および奨励賞
- 1991年 KOWA SPACE DESIGN AWARD 優秀賞

ほか国内外での受賞多数。

## 著書・訳書
- 「ふれあい空間のデザイン」鹿島出版会 1998年
- 「行動・文化とデザイン」鹿島出版会 1991年
- 「人間の心理や行動と製品環境のデザイン」朝倉書店 1997年

ほか著書・論文多数。